# Basil Willey
Basil Willey (25 de Julho de 1897 - 3 de Setembro de 1978) foi um professor de literatura inglesa na Universidade de Cambridge e um autor prolífico de trabalhos bem aceitos e escritos sobre literatura inglesa e história intelectual.
Ele nasceu em Londres, Inglaterra, em 1897, e se formou na Universidade de Cambridge. Associou-se ao Pembroke College em 1935 e foi escolhido como professor de literatura inglesa em 1946. Também serviu como presidente do Pembroke College entre 1958 e 1964. Willey se aposentou como um professor de literatura inglesa em 1965.
Basil foi um membro da British Academy, da Royal Society of Literature e do Athenaeum Club. Entre suas obras, pode-se mencionar: Tendencies in Renaissance Literary Theory (1922), More nineteenth century studies: A group of honest doubters (1956) e Samuel Taylor Coleridge (1973).